# Kovarianciamátrix

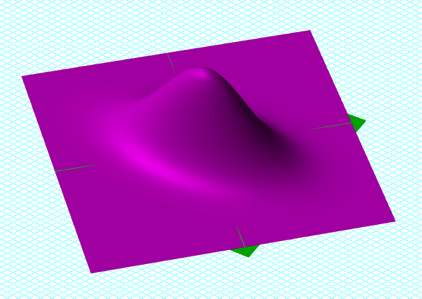
Egy központú kétdimenziós normális eloszlás, melynek kovarianzmátrixa

A valószínűségszámításban a {\displaystyle \operatorname {Cov} (\mathbf {X} )} kovarianciamátrix pozitív szemidefinit vagy pozitív definit mátrix, ami több valószínűségi változóhoz vagy valószínűségi vektorváltozóhoz definiálható. Átlóján szórásnégyzetek találhatók, a többi elem a megfelelő valószínűségi változók illetve koordináták kovarianciája. Az egydimenziós szórásnégyzet általánosítása.

## Definíció
Legyen {\displaystyle \mathbf {X} } valószínűségi vektorváltozó,
{\displaystyle \mathbf {X} ={\begin{pmatrix}X_{1}\\X_{2}\\\vdots \\X_{n}\end{pmatrix}}}.
Legyen {\displaystyle \operatorname {E} (X_{i})=\mu _{i}} az {\displaystyle X_{i}} várható értéke, {\displaystyle \operatorname {Var} (X_{i})=\sigma _{i}^{2}} a szórásnégyzete, {\displaystyle \operatorname {Cov} (X_{i},X_{j})=\sigma _{ij}\;,i\neq j} a két koordináta, {\displaystyle X_{i}} és {\displaystyle X_{j}} kovarianciája. {\displaystyle \mathbf {X} } várható értéke
{\displaystyle \operatorname {E} (\mathbf {X} )=\operatorname {E} {\begin{pmatrix}X_{1}\\X_{2}\\\vdots \\X_{n}\end{pmatrix}}={\begin{pmatrix}\mu _{1}\\\mu _{2}\\\vdots \\\mu _{n}\end{pmatrix}}={\boldsymbol {\mu }}},
vagyis a várható értékek vektora. Az {\displaystyle \mathbf {X} } kovarianciamátrixa:

{\displaystyle {\begin{aligned}\operatorname {Cov} (\mathbf {X} )&=\operatorname {E} \left((\mathbf {X} -{\boldsymbol {\mu }})(\mathbf {X} -{\boldsymbol {\mu }})^{\top }\right)\\\\&=\operatorname {E} {\begin{pmatrix}(X_{1}-\mu _{1})^{2}&(X_{1}-\mu _{1})(X_{2}-\mu _{2})&\cdots &(X_{1}-\mu _{1})(X_{n}-\mu _{n})\\\\(X_{2}-\mu _{2})(X_{1}-\mu _{1})&(X_{2}-\mu _{2})^{2}&\cdots &(X_{2}-\mu _{2})(X_{n}-\mu _{n})\\\\\vdots &\vdots &\ddots &\vdots \\\\(X_{n}-\mu _{n})(X_{1}-\mu _{1})&(X_{n}-\mu _{n})(X_{2}-\mu _{2})&\cdots &(X_{n}-\mu _{n})^{2}\end{pmatrix}}\\\\&={\begin{pmatrix}\operatorname {Var} (X_{1})&\operatorname {Cov} (X_{1},X_{2})&\cdots &\operatorname {Cov} (X_{1},X_{n})\\\\\operatorname {Cov} (X_{2},X_{1})&\operatorname {Var} (X_{2})&\cdots &\operatorname {Cov} (X_{2},X_{n})\\\\\vdots &\vdots &\ddots &\vdots \\\\\operatorname {Cov} (X_{n},X_{1})&\operatorname {Cov} (X_{n},X_{2})&\cdots &\operatorname {Var} (X_{n})\end{pmatrix}}\\\\&={\begin{pmatrix}\sigma _{1}^{2}&\sigma _{12}&\cdots &\sigma _{1n}\\\\\sigma _{21}&\sigma _{2}^{2}&\cdots &\sigma _{2n}\\\\\vdots &\vdots &\ddots &\vdots \\\\\sigma _{n1}&\sigma _{n2}&\cdots &\sigma _{n}^{2}\end{pmatrix}}\\\\&=\mathbf {\Sigma } \end{aligned}}}
A várható értékek vektora és a kovarianciamátrix az eloszlás legfontosabb jellemzői- Megadásuk: {\displaystyle X\;\sim \;({\boldsymbol {\mu }},\mathbf {\Sigma } )}. A kovarianciamátrix, mint a kovarianciák mátrixa tartalmazza a koordináták szórásnégyzetét és a koordináták közötti lineáris kapcsolatot jellemző kovarianciákat.
A különböző elemek száma {\displaystyle {\frac {n^{2}+n}{2}}} vagy {\displaystyle {\frac {n^{2}-n+2}{2}}}. Ha a {\displaystyle X_{1},\ldots ,X_{n}} koordináták egyike sem degenerált, és nincs tökéletes kollinearitás, akkor a kovarianciamátrix pozitív definit.

## Kapcsolat a várható értékkel
Ha {\displaystyle {\boldsymbol {\mu }}=\operatorname {E} (X)} a valószínűségi vektorváltozó várható értéke, akkor
{\displaystyle {\begin{aligned}\operatorname {Cov} (\mathbf {X} )&=\operatorname {E} {\bigl (}(\mathbf {X} -{\boldsymbol {\mu }})(\mathbf {X} -{\boldsymbol {\mu }})^{\top }{\bigr )}\\&=\operatorname {E} (\mathbf {X} \mathbf {X} ^{\top })-{\boldsymbol {\mu }}{\boldsymbol {\boldsymbol {\mu }}}^{\top }\end{aligned}}}.
Ahol a vektorok és mátrixok várható értékei koordinátánként értendők.
Egy {\displaystyle {\boldsymbol {\mu }}} várható értékű és adott kovarianciamátrixú valószínűségi vektorváltozó szimulálható a következő módon: Elkészítjük a kovarianciamátrix például Choleski-felbontását:
{\displaystyle \operatorname {Cov} (\mathbf {X} )=\mathbf {D} \mathbf {D} ^{\top }}.
Ekkor a valószínűségi vektorváltozó:
{\displaystyle \mathbf {X} =\mathbf {D} \mathbf {\xi } +{\boldsymbol {\mu }}}
ahol {\displaystyle \mathbf {\xi } } valószínűségi vektorváltozó, melynek koordinátái egymástól független normális eloszlásúak.

## Két vektor kovarianciamátrixa
Két vektor kovarianciamátrixa
{\displaystyle \operatorname {Cov} (\mathbf {x} ,\mathbf {y} )=\operatorname {E} {\bigl (}(\mathbf {x} -{\boldsymbol {\mu }})(\mathbf {y} -{\boldsymbol {\nu }})^{\top }{\bigr )}}
ahol {\displaystyle {\boldsymbol {\mu }}} az {\displaystyle \mathbf {x} } várható értéke és {\displaystyle {\boldsymbol {\nu }}} az {\displaystyle \mathbf {y} } várható értéke.

## Tulajdonságai
- Ha {\displaystyle i=j}, akkor a mátrixkoordináták számításának módja az i-edik vektorkoordináta szórásnégyzetét adja. Tehát a főátlón a szórásnégyzetek állnak, így nem lehetnek negatívok.
- Valós kovarianciamátrix szimmetrikus, mivel a kovariancia szimmetrikus.
- A kovarianciamátrix pozitív szemidefinit. Szimmetriája miatt főtengely-transzformációkkal diagonalizálható, és az így kapott mátrix szintén kovarianciamátrix. Mivel a főátlón csak szórásnégyzetek állnak, azért ez pozitív szemidefinit, ezért az eredeti is az.
- Megfordítva, minden pozitív szemidefinit {\displaystyle d\times d} méretű szimmetrikus mátrix kovarianciamátrix.
- A szimmetria, pozitív szemidefinitség és diagonalizálhatóság miatt a kovarianciamátrixok ellipszoidként ábrázolhatók.
- Minden {\displaystyle \mathbf {A} \in \mathbb {R} ^{m\times n}} mátrixra és {\displaystyle \mathbf {b} \in \mathbb {R} ^{n}} vektorra teljesül, hogy {\displaystyle \operatorname {Cov} (\mathbf {A} \mathbf {X} +\mathbf {b} )=\mathbf {A} \,\operatorname {Cov} (\mathbf {X} )\mathbf {A} ^{\top }}.
- Minden {\displaystyle \mathbf {b} \in \mathbb {R} ^{n}} vektorra teljesül, hogy {\displaystyle \operatorname {Cov} (\mathbf {X} +\mathbf {b} )=\operatorname {Cov} (\mathbf {X} )}.
- Ha {\displaystyle \mathbf {X} } és {\displaystyle \mathbf {Y} } korrelálatlan valószínűségi vektorváltozók, akkor

{\displaystyle \operatorname {Cov} (\mathbf {X} +\mathbf {Y} )=\operatorname {Cov} (\mathbf {X} )+\operatorname {Cov} (\mathbf {Y} )}.
- Standardizált valószínűségi vektorváltozók esetén a kovarianciamátrix a korrelációs együtthatókat tartalmazza.

## Regresszió
Ha a regressziós modell alakja
{\displaystyle y_{it}={\boldsymbol {x}}_{it}^{T}{\boldsymbol {\beta }}+{\boldsymbol {e}}_{it}},
és az {\displaystyle {\boldsymbol {e}}_{it}} hibatag idioszinkratikus, akkor a kovarianciamátrix
{\displaystyle {\begin{aligned}{\boldsymbol {\operatorname {V} }}(\mathbf {e} )=\operatorname {E} (\mathbf {e} \mathbf {e} ^{T})&={\begin{pmatrix}\operatorname {E} ({\boldsymbol {e}}_{1}{\boldsymbol {e}}_{1}^{\top })&\cdots &\operatorname {E} ({\boldsymbol {e}}_{1}{\boldsymbol {e}}_{N}^{\top })\\\\\vdots &\ddots &\vdots \\\\\operatorname {E} ({\boldsymbol {e}}_{N}{\boldsymbol {e}}_{1}^{\top })&\cdots &\operatorname {E} ({\boldsymbol {e}}_{N}{\boldsymbol {e}}_{N}^{\top })\end{pmatrix}}={\begin{pmatrix}\sigma _{11}\mathbf {I} _{T}&\cdots &\sigma _{1N}\mathbf {I} _{T}\\\\\vdots &\ddots &\vdots \\\\\sigma _{N1}\mathbf {I} _{T}&\cdots &\sigma _{NN}\mathbf {I} _{T}\end{pmatrix}}={\begin{pmatrix}\sigma _{11}&\cdots &\sigma _{1N}\\\\\vdots &\ddots &\vdots \\\\\sigma _{N1}&\cdots &\sigma _{NN}\end{pmatrix}}\otimes \mathbf {I} _{T}\\\\&=\mathbf {\Sigma } \otimes \mathbf {I} _{T}=\mathbf {\Phi } \end{aligned}}}

## Hatékonysági kritérium
Egy pontbecslő hatékonysága illetve hatékonysága mérhető a kovarianciamátrixszal, mivel tartalmazza a különböző komponensek közötti kovarianciát. Általában, egy pontbecslő hatékonyságát a kovarianciamátrixszal mérik: minél kisebb a mátrix, annál jobb a becslés. Legyen {\displaystyle {\tilde {\boldsymbol {\theta }}}} és {\displaystyle {\hat {\boldsymbol {\theta }}}} torzítatlan {\displaystyle (K\times 1)} valószínűségi vektorváltozó. Ha {\displaystyle {\boldsymbol {\theta }}} {\displaystyle (K\times 1)} méretű valószínűségi vektorváltozó, akkor {\displaystyle \operatorname {Cov} ({\hat {\boldsymbol {\theta }}})} {\displaystyle (K\times K)} méretű szimmetrikus pozitív definit mátrix. Azt mondjuk, hogy{\displaystyle \operatorname {Cov} ({\hat {\boldsymbol {\theta }}})} kisebb, mint {\displaystyle \operatorname {Cov} ({\tilde {\boldsymbol {\theta }}})}, ha {\displaystyle \operatorname {Cov} ({\tilde {\boldsymbol {\theta }}})-\operatorname {Cov} ({\hat {\boldsymbol {\theta }}})} pozitív szemidefinit.

## Fordítás
Ez a szócikk részben vagy egészben  a   Kovarianzmatrix című német Wikipédia-szócikk fordításán alapul.  Az eredeti cikk szerkesztőit annak laptörténete sorolja fel. Ez a jelzés csupán a megfogalmazás eredetét és a szerzői jogokat jelzi, nem szolgál a cikkben szereplő információk forrásmegjelöléseként.